# پرتقال‌فروش یهودی
پرتقال‌فروش یهودی (به لهستانی: Żydówka z pomarańczami, Pomarańczarka, Przekupka z Pomarańczami) یک اثر ۱۸۸۰–۱۸۸۱ نقاشی رنگ روغن بر روی بوم توسط هنرمند لهستانی الکساندر گیرمسکی، در طول جنگ جهانی دوم، این نقاشی توسط نیروهای آلمانی به سرقت رفت و در سال ۲۰۱۱ پیدا شد.

## توضیحات
اثر با تکنیک رنگ روغن در سال ۱۸۸۰–۱۸۸۱ در ورشو نقاشی شده‌است. این نقاشی یک فروشنده یهودی را نشان می‌دهد و اثر معروف دیگر هنرمند لیمو فروش یهودی است. زن نشان دهنده در تابلو لباس فقیرانه، کلاهی بر سر و شالی بر روی شانه‌های خود دارد. او دو سبد پرتقال حمل می‌کند. پس زمینه نقاشی، سقف خانه‌های ورشو را نشان می‌دهد. صورت زن جدی است و گونه‌های برجسته و چین و چروک‌های عمیق او باعث افزایش تأثیر غم و ناتوانی می‌شود که مستقیماً از شخصیت او نشات می‌گیرد. در مقابل، پرتقال‌هایی وجود دارد که رنگ آن‌ها به زندگی، گرما و آب و هوای جنوبی اشاره دارد. نقاش نام خود را در گوشه پایین سمت چپ امضا کرده و نام شهری را که در آن نقاشی را کشیده بود، قرار داده‌است.

## تاریخچه
این تصویر در ابتدا به فروشگاه عتیقه Dom Sztuki در ورشو تعلق داشت و بعداً توسط موزه ملی ورشو خریداری شد. در طول جنگ جهانی دوم، این نقاشی توسط نیروهای آلمانی به سرقت رفت و از سال ۱۹۴۵، لهستان به دنبال بازگشت آن بود. در سال ۲۰۱۰، در یک بازار عتیقه در شمال آلمان ظاهر شد و وزارت فرهنگ و میراث ملی لهستان مذاکراتی را برای رساندن این نقاشی به لهستان آغاز کرد که در سال ۲۰۱۱ پس از پرداخت غرامت توسط بنیاد PZU لهستان به آلمان، موفقیت‌آمیز بود. مقدار مبلغ پرداخت شده فاش نشده‌است.